# Piotr Bednarz (historyk)
Piotr Bednarz (ur. 1972 w Biłgoraju) – polski historyk, doktor habilitowany nauk humanistycznych, prof. UMCS.

## Życiorys
Absolwent I LO im. ONZ w Biłgoraju (1991, klasa o profilu pedagogicznym). Studia historyczne na Uniwersytecie Marii Curie-Skłodowskiej  w Lublinie ukończył w 1996 r. Doktorat obronił w 2000 r., a habilitację w 2013 r. Zatrudniony od 2001 r. w Instytucie Historii UMCS na stanowisku adiunkta, profesor UMCS od 2021 r.
Stypendysta CFBE/ESKAS oraz Fundacji Lanckorońskich.
Specjalizuje się w relacjach szwajcarsko-polskich w XIX i XX w., związkach polityczno-kulturalnych między obu krajami i narodami oraz ich odbiciem w prasie Szwajcarii. Drugim obszarem zainteresowań dra hab. Piotra Bednarza jest kształtowanie się świadomości narodowej Szwajcarów.
Kierownik Katedry Historii XVI-XIX w. i Europy Wschodniej, koordynator programów międzynarodowych (Erasmus), od 2023 r. zastępca dyrektora, a od 1 września 2024 r. dyrektor Instytut Historii UMCS.

## Wybrane publikacje
Monografie autorskie:
- Edmond Privat i jego działalność na rzecz Polski w czasie pierwszej wojny światowej, Lublin 2003, ss. 285
- Dylematy neutralnych. Szwajcarska opinia publiczna wobec kwestii polskiej 1914-1918, Lublin 2012, ss. 421
- Für die Unabhängigkeit Polens. Berichte und Standpunkte der Schweizer Presse im Ersten Weltkrieg. Basel: Schwabe Verlag(inne języki), 2019, s. 562. ISBN 3-7965-3899-1.[7]

Artykuły: 
- Obrazy lubelskiej prowincji w świetle spostrzeżeń szwajcarskiego korespondenta wojennego „Le Temps(inne języki)” (kwiecień 1915). [w:] Miejskie społeczności lokalne w Lubelskiem 1795-1918, [red.:] A. Koprukowniak, Lublin 2000, s. 399-427
- Dlaczego Szwajcaria romańska popierała polskie aspiracje niepodległościowe? [w:] Ku Niepodległej. Ścieżki polskie i francuskie 1795-1918, [red.:] M. Willaume, Lublin 2005, s. 625-630
- Szwajcarscy korespondenci wojenni w Królestwie Polskim 1914-1915, [w:] Ważna obecność. Przedstawiciele państw i narodów europejskich wśród mieszkańców międzyrzecza Bugu i Pilicy w XVII-XIX w., [red.:] A. Górak, K. Latawiec, Radzyń Podlaski-Radom 2006, s. 277-291
- Republika Helwecka – Księstwo Warszawskie. Podobna geneza, różna tradycja. „Annales Universitatis Mariae Curie-Skłodowska”, sectio F, vol LXII, 2007, s. 163-172
- Uwarunkowania obecności kwestii polskiej w prasie szwajcarskiej 1914-1918, „Dzieje Najnowsze” r. XL, 2008, 2, s. 3-17
- Kwestia aspiracji politycznych narodów zachodnich rubieży Rosji w IV Dumie Państwowej w świetle prasy szwajcarskiej 1914-1917. [w:] Kompromis czy konfrontacja? Studia z dziejów parlamentaryzmu rosyjskiego początku XX wieku, [red.:] D. Tarasiuk, K. Latawiec, M. Korzeniowski, Lublin 2009, s. 177-187
- Szwajcarska historiografia II wojny światowej – główne zagadnienia, „Dzieje Najnowsze” R.XLI-2009, 3, s.229 -239
- Szwajcarscy ochotnicy w Brygadach Międzynarodowych w Hiszpanii 1936-1939, „Acta Universitatis Lodziensis” Folia Historica, 97, 2016, Cudzoziemcy w wojnie domowej w Hiszpanii (1936-1939), [red.:] D. Jeziorny, s. 127-142
- Akt 5 listopada ze szwajcarskiej perspektywy, [w:] Akt 5 listopada 1916 roku i jego konsekwencje dla Polski i Europy, [red.:] J. Kłaczkow, K. Kania, Z. Girzyński, Toruń 2016, s. 337 - 364
- Das Echo der russischen Revolutionen von 1917 in der schweizer Presse – Grundsätzliches, „Quaestio Rossica“ vol. 5, 2017, nr 3, s 729-737
- Die in der Schweizer Presse im zeitlichen Umfeld des Friedens von Brest-Litowsk verbreitete Idee eines Bundeslandes in Osteuropa, „Studia Białorutenistczne”, vol. 11, 2017
- Prasa szwajcarska o Polakach w dobie I wojny światowej, „Pamięć i Sprawiedliwość”, nr 1 (31), 2018, s. 122 – 137
- Close countries – distant countries. Polish-Swiss freedom analogies in the 19th and 20th centuries[8], „Res Historica” vol.50, 2020, s. 233-259